# Gilette
Gilette (Occitaans: Gileta; Italiaans (verouderd): Giletta) is een bergdorpje en gemeente in het Franse departement Alpes-Maritimes (regio Provence-Alpes-Côte d'Azur). De plaats maakt deel uit van het arrondissement Nice. Gilette telde op 1 januari 2022 1.617 inwoners.

## Geografie
De oppervlakte van Gilette bedroeg op 1 januari 2022 10,18 vierkante kilometer; de bevolkingsdichtheid was toen 158,8 inwoners per km².
De onderstaande kaart toont de ligging van Gilette met de belangrijkste infrastructuur en aangrenzende gemeenten.

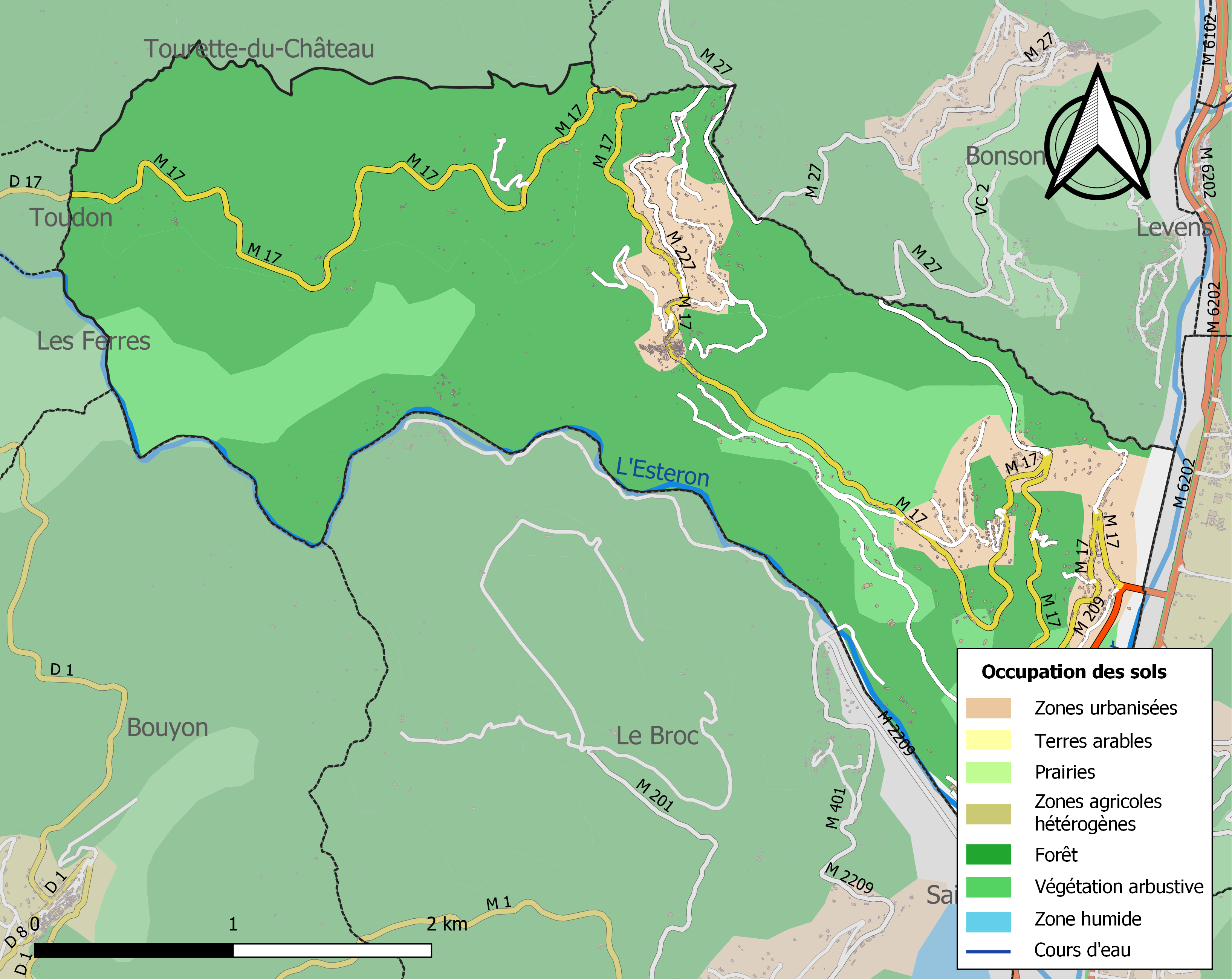

## Demografie
Onderstaande figuur toont het verloop van het inwonertal (bron: INSEE-tellingen).
Vanwege een beveiligingsprobleem met de MediaWiki Graph-software is het momenteel niet mogelijk deze grafiek weer te geven. Zodra de software is bijgewerkt zal de grafiek vanzelf weer zichtbaar worden.